# العربية العالمية للبصريات
الشركة العربية العالمية للبصريات هي شركة مساهمة مصرية تتبع جهاز مشروعات الخدمة الوطنية للقوات المسلحة. أنشأت عام 1982 بمدينة السلام كشركة مساهمة برأسمال مصرى أجنبى طبقاً لقانون الاستثمار كشركة تابعة للهيئة العربية للتصنيع ثم أصبحت تابعة لجهاز مشروعات الخدمة الوطنية]. حصة الجهاز في رأس المال بنسبة 51 % والشريك الأجنبى 49 % (مجموعة تاليس الفرنسية) بهدف تصنيع الأجهزة والمعدات البصرية ذات التقنية العالية والشركة حاصلة على شهادة (الأيزو 9001).